# Györgyi Balogh
Dans le nom hongrois Balogh Györgyi, le nom de famille précède le prénom, mais cet article utilise l’ordre habituel en français Györgyi Balogh, où le prénom précède le nom.
Györgyi Balogh-Szomov (née le 1er mai 1948 à Budapest) est une athlète hongroise spécialiste du sprint. Affilié au Vasas SC, elle mesure 1,70 m pour 50 kg.

## Biographie

### Palmarès
| Date | Compétition           | Lieu     | Résultat | Épreuve    | Performance |
| ---- | --------------------- | -------- | -------- | ---------- | ----------- |
| 1970 | Universiade d'été     | Turin    | 3e       | 100 mètres | 11 s 7      |
| 1970 | Universiade d'été     | Turin    | 2e       | 200 mètres | 23 s 2      |
| 1970 | Universiade d'été     | Turin    | 2e       | 4 × 100 m  | 45 s 1      |
| 1971 | Championnats d'Europe | Helsinki | 5e       | 100 mètres | 11 s 6      |
| 1971 | Championnats d'Europe | Helsinki | 2e       | 200 mètres | 23 s 20     |
| 1971 | Championnats d'Europe | Helsinki | 5e       | 4 x 100 m  | 44 s 8      |
| 1972 | Jeux olympiques d'été | Munich   | 8e       | 400 mètres | 52 s 39     |

### Records
| Épreuve    | Performance | Lieu   | Date             |
| ---------- | ----------- | ------ | ---------------- |
| 100 mètres | 11 s 3      |        | 1971             |
| 200 mètres | 22 s 8      |        | 1971             |
| 400 mètres | 51 s 71     | Munich | 3 septembre 1972 |